# Oost-Saksisch voetbalkampioenschap 1932/33
In 1932/33 werd het 31ste en laatste voetbalkampioenschap van Oost-Saksen gespeeld, dat georganiseerd werd door de Midden-Duitse voetbalbond. Dresdner SC werd kampioen en plaatste voor de Midden-Duitse eindronde.De club versloeg FC Viktoria 1903 Zerbst, VfB Glauchau 1907 en Fortuna Magdeburg. In de finale nam de club wraak op PSV 1921 Chemnitz voor de verloren finale van het jaar ervoor en won met 3:1. 
Hierdoor plaatste de club zich voor de eindronde om de Duitse landstitel. De club verloor in de eerste ronde van SV Arminia Hannover.
Na dit seizoen kwam de Nationaalsocialistische Duitse Arbeiderspartij aan de macht en werd de competitie grondig geherstructureerd. De overkoepelende voetbalbonden werden afgeschaft en ruimden plaats voor 16 Gauliga's. De clubs uit Oost-Saksen gingen in de nieuwe Gauliga Sachsen spelen, waarvoor Dresdner SC en derde plaats Guts Muts zich plaatsten. De clubs kwamen nu in één sterke competitie met de grote clubs uit Noordwest-Saksen en Midden-Saksen. De clubs uit Leipzig vielen door de mand en speelden slechts een nevenrol terwijl Dresdner verderging op zijn elan en zelfs Duits landskampioen werd.

## Gauliga
| Plaats | Club                      | Wed. | W  | G | V  | Saldo | Ptn.  |
| ------ | ------------------------- | ---- | -- | - | -- | ----- | ----- |
| 1.     | Dresdner SC               | 18   | 14 | 2 | 2  | 79:29 | 30:6  |
| 2.     | Dresdner Fußballring      | 18   | 12 | 3 | 3  | 47:24 | 27:9  |
| 3.     | SV Guts Muts Dresden      | 18   | 9  | 2 | 7  | 38:27 | 20:16 |
| 4.     | SV Brandenburg 01 Dresden | 18   | 7  | 6 | 5  | 36:35 | 20:16 |
| 5.     | Dresdner SpVgg 05         | 18   | 6  | 3 | 9  | 33:42 | 15:21 |
| 6.     | Riesaer SV 03             | 18   | 6  | 3 | 9  | 34:51 | 15:21 |
| 7.     | SG 1893 Dresden           | 18   | 4  | 6 | 8  | 25:40 | 14:22 |
| 8.     | VfR 1908 Dresden          | 18   | 6  | 2 | 10 | 34:50 | 14:22 |
| 9.     | SV 06 Dresden             | 18   | 4  | 5 | 9  | 29:39 | 13:23 |
| 10.    | Sportfreunde 04 Freiberg  | 18   | 4  | 4 | 10 | 19:37 | 12:24 |

|  | Kampioen, geplaatst voor Gauliga Sachsen 1933/34 |
|  | Geplaatst voor Gauliga Sachsen 1933/34           |
|  | Bezirksklasse Dresden 1933/34                    |